# Pterospora andromedea
Pterospora andromedea ist eine Pflanzenart aus der Familie der Heidekrautgewächse (Ericaceae) und die einzige Art ihrer Gattung.

## Beschreibung

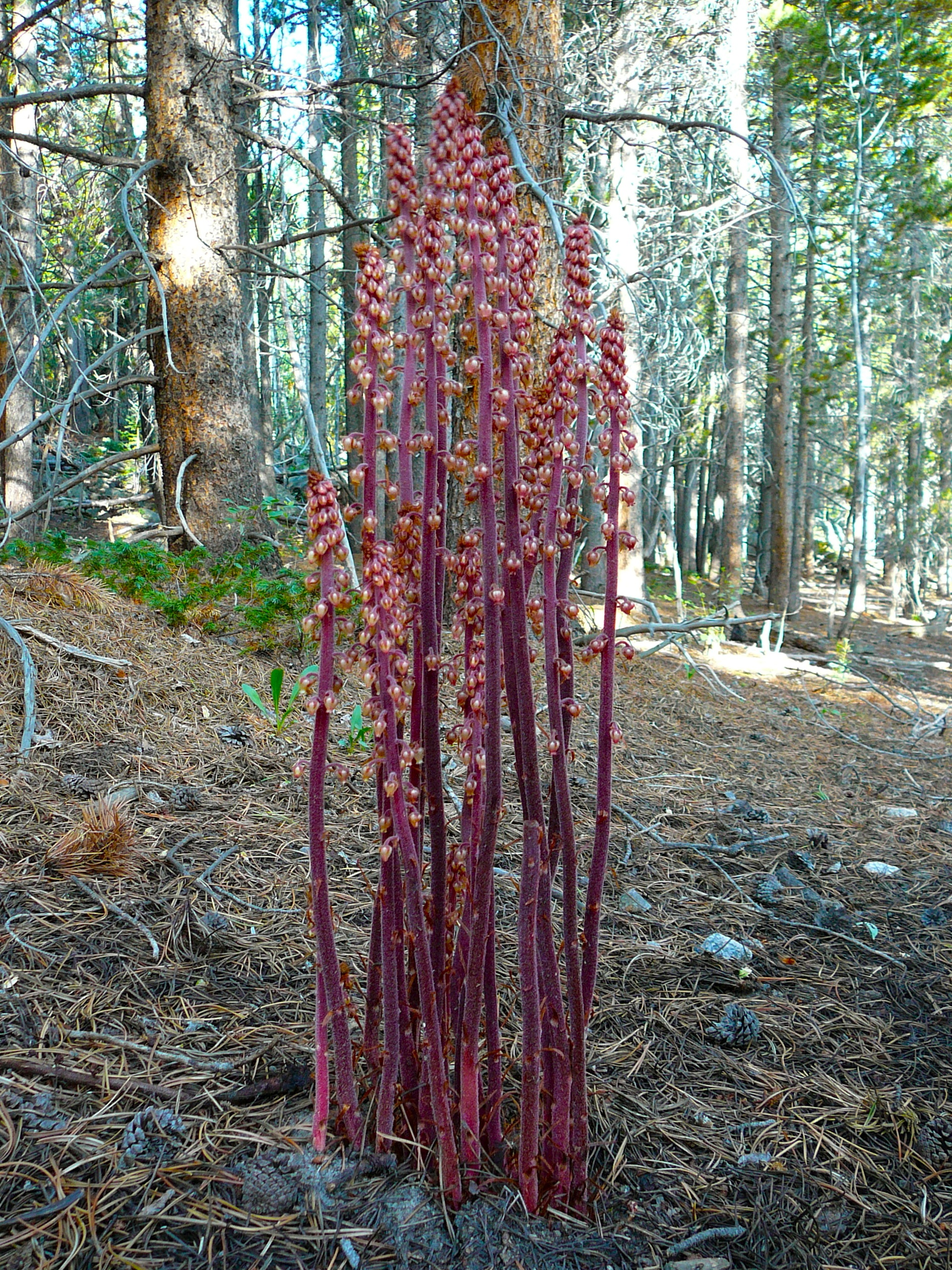
Pterospora andromedea

Pterospora andromedea ist eine chlorophylllose, myko-heterotrophe krautige Pflanze und besetzt mit mehrzelligen Drüsenhaaren. Ihr Wurzelsystem ist kompakt, die aus ihnen sprießende Spross- und Blütenstandsachse ist rosa bis rötlich. Die Blätter sind einfach.
Der Blütenstand ist vielblütig, die Blüten sind urnenförmig. Die Kelchblätter sind verwachsen. Die Staubblätter sind halb so lang wie die Krone, die Staubbeutel lang gespornt und vermutlich erst spät sich wendend, am Ende und seitlich geschlitzt. Die Nektarien sind kaum zu erkennen. Der Griffel ist eingedrückt und sehr kurz.
Die Frucht öffnet sich vom Ansatz her, die Samen sind geflügelt und dünnwandig, mit etwas verlängerten Zellen. 
Die Chromosomenzahl beträgt 2n = 16 oder 48.

## Verbreitung
Die Art findet sich im Westen Nordamerikas bis Mexiko sowie nordöstlich bis zum Gebiet der Großen Seen in Höhenlagen von 60 bis 3675 Meter.
Sie wächst in Mischwäldern und in Nadelwäldern.

## Systematik
Art und Gattung wurden 1818 durch Thomas Nuttall erstbeschrieben. 